# Edmond Locard
Edmond Locard era un criminòleg i un pèrit de la policia francesa (nascut a Saint-Chamond (França) el 13 de desembre de 1877 i mort a Lió, el 4 de maig de 1966). Va desenvolupar entre altres l'estudi de les empremtes dactilars i va ser un dels primers que va dirigir un laboratori de policia científica.

## Biografia
És el fill d'Arnould Locard, un naturalista i malacòleg i de Marie Gibert de Sennevières, de la qual té l'interès per al teatre i la música. Del costat paternal surt d'una família escocesa del nom Lockheart emigrada vers França al segle xvi.
Primer va estudiar el dret i després la medicina que va acabar el 1902 per una tesi amb el títol La médecine légale sous le grand roy. Això va ser l'inici del seu interès per a les recerques policials científiques. Junt amb Alexandre Lacassagne i Rodolphe Archibald Reiss va ser un dels capdavanters a la Universitat de Lausana. A la policia de Lió va crear un primer laboratori al qual va resoldre un primer crim gràcies a la tècnica del reconeixement d'empremtes dactilars. Aviat s'afegira la balística, la toxicologia i la identificació grafològica. Tot i això, el 1945 una dona va ser condemnada de manera erroneada en virtut d'un seu peritatge grafològic, un cas que només va ser rectificat el 1956.
La seva obra mestra és el Traité de Police Scientifique (en català: Tractat de policia científica) que va esdevenir un clàssic de la formació policial que tot arreu el món és considerat com un fonament de les ciències forenses modernes. Tenia altres interessos: va ser crític d'òpera, era un aficionat al teatre de guinyol i va escriure un manual de filatèlia. Fora de la policia, la seva obra va inspirar el novel·lista belga Georges Simenon.
A Lió, el carrer Rue Docteur Edmond Locard li està dedicat. El 2011 el canal públic de televisió France 2 realitzà una sèrie inspirada de la seva vida: Empreintes criminelles.